# 1437
| 1437               |
| ------------------ |
| Dødsfald - Fødsler |
|                    |

| Gregoriansk kalender | 1437 MCDXXXVII          |
| Ab urbe condita      | 2190                    |
| Armensk kalender     | 886 ԹՎ ՊՁԶ              |
| Kinesiske kalender   | 4133 – 4134 丙辰 – 丁巳 |
| Etiopisk kalender    | 1429 – 1430             |
| Jødisk kalender      | 5197 – 5198             |
| Hindukalendere       |                         |
| - Vikram Samvat      | 1492 – 1493             |
| - Shaka Samvat       | 1359 – 1360             |
| - Kali Yuga          | 4538 – 4539             |
| Iransk kalender      | 815 – 816               |
| Islamisk kalender    | 840 – 842               |

Konge i Danmark: Erik 7. 1396-1439
Se også 1437 (tal)

## Begivenheder
- Det danske rigsråd anmoder Christoffer af Bayern om at overtage den danske trone, efter at Erik 7. af Pommern har trukket sig tilbage til Gotland

## Dødsfald
- 3. januar - Katherine af Valois, engelsk dronning fra 1420-1422 (født 27. oktober 1401).